# Mezoregija Bijeljina
Mezoregija Bijeljina je jedna od čvorišno-funkcionalnih regija Republike Srpske. Postoji više raznih regionalnih podjela Republike Srpske, a u gotovo svakoj od njih Bijeljina je sjedište jedne od regija.
Regija Bijeljina ne obuhvaća isti prostor u regionalnim podjelama Republike Srpske. Prostorni plan Republike Srpske definira ju kao mezoregiju i ove su općine dio te regije:
- Bijeljina
- Ugljevik
- Lopare
- Donji Žabar
- Pelagićevo

te općine Podregije Zvornika:
- Zvornik
- Osmaci
- Šekovići
- Vlasenica
- Milići
- Bratunac i
- Srebrenica

Taj prostor ali bez općina Donjeg Žabara i Pelagićeva pokriva i Centar javne sigurnosti Bijeljina. Prostor nadležnosti Okružnog suda u Bijeljini još je manji, za općine Šekoviće, Vlasenicu i Miliće.
U zemljopisnim udžbenicima izdvojena je bipolarna Dobojsko-bijeljinska regija koju čine općine:
- Bijeljina
- Ugljevik
- Lopare
- distrikt Brčko

te općine mezoregije Doboja:
- Doboj
- Teslić
- Derventa
- Bosansko Petrovo Selo
- Bosanski Brod
- Modriča
- Vukosavlje i
- Bosanski Šamac.

- Mezoregija Bijeljina prema Prostornom planu Republike Srpske
- Općine koje su u nadležnosti Centra javne sigurnosti u Bijeljini
- Općine koje su u Okružnog suda u Bijeljini
- Dobojsko-bijeljinska regija prema zemljopisnim udžbenicima